# Стефан Сімич
Стефан Сімич (чеськ. Stefan Simič, нар. 20 січня 1995, Прага, Чехія) — чеський футболіст, центральний захисник кіпрської «Омонії».
Стефан народився у родині боснійських сербів, які переїхали з Хорватії до Чехії під час хорватської війни за незалежність незадовго до його народження.

## Ігрова кар'єра

### Клубна
Стефан Сімич є вихованцем празької «Славії», де почав займатися футболом у шестирічному віці. На одному з міжнародних турнірів захисника помітили скаути італійського клубу «Дженоа», після чого генуезький клуб викупив контракт Сімича за 12 мільйонів чеських крон. Відігравши один сезон у молодіжній команді «Дженоа», Сімич перейшов до складу «Мілана». Але вже у 2014 році для набуття ігрової практики Сімич був відправлений в оренду у клуб «Варезе».
Після повернення Сімич знов відправився в оренду. Цього разу до бельгійського «Мускрона». Згодом чеський захисник ще грав на правах оренди у італійських клубах «Кротоне» та «Фрозіноне».
Так і не зігравши жодного матчу в основі «Мілана», у 2019 році як вільний агент Сімич підписав чотирирічний контракт з хорватським «Хайдуком».

### Збірна
З 2011 року Стефан Сімич є активним гравцем юнацьких збірних Чехії різних вікових категорій. У листопаді 2017 року у товариському матчі проти команди Катару Сімич дебютував у національній збірній Чехії.

## Титули і досягнення
- Володар Кубка Хорватії (2):

«Хайдук»: 2021-22, 2022-23